# HBL All-Star Game 2002
Das HBL All-Star Game 2002 fand am 29. Mai 2002 in der Halle Münsterland in Münster vor 3.500 Zuschauern statt. Es war die dritte Auflage dieses Events.
Die Nord/Ost-Auswahl der Handball-Bundesliga gewann gegen die Süd/West-Auswahl der Liga mit 40:38 (20:16).

## Nord/Ost
| Nr.         | Name                | Verein                 |          |          |          |          |          |          |
| Torhüter    | Torhüter            | Torhüter               | Torhüter | Torhüter | Torhüter | Torhüter | Torhüter | Torhüter |
| ----------- | ------------------- | ---------------------- | -------- | -------- | -------- | -------- | -------- | -------- |
| 12          | Jan Holpert         | SG Flensburg-Handewitt |          |          |          |          |          |          |
| 16          | Mattias Andersson   | THW Kiel               |          |          |          |          |          |          |
| Feldspieler |                     |                        |          |          |          |          |          |          |
| 2           | Magnus Wislander    | THW Kiel               |          |          |          |          |          |          |
| 4           | Johan Petersson     | THW Kiel               |          |          |          |          |          |          |
| 5           | Dmitri Kuselew      | GWD Minden             |          |          |          |          |          |          |
| 8           | Ólafur Stefánsson   | SC Magdeburg           |          |          |          |          |          |          |
| 10          | Nenad Peruničić     | SC Magdeburg           |          |          |          |          |          |          |
| 10          | Stefan Lövgren      | THW Kiel               |          |          |          |          |          |          |
| 11          | Tomas Axnér         | GWD Minden             |          |          |          |          |          |          |
| 15          | Lars Christiansen   | SG Flensburg-Handewitt |          |          |          |          |          |          |
| 15          | Stephan Just        | ThSV Eisenach          |          |          |          |          |          |          |
| 19          | Staffan Olsson      | THW Kiel               |          |          |          |          |          |          |
| 21          | Lars Krogh Jeppesen | SG Flensburg-Handewitt |          |          |          |          |          |          |
| 73          | Stefan Kretzschmar  | SC Magdeburg           |          |          |          |          |          |          |
| Trainer     |                     |                        |          |          |          |          |          |          |
|             | Alfreð Gíslason     | SC Magdeburg           |          |          |          |          |          |          |
|             | Peter Rost          | ThSV Eisenach          |          |          |          |          |          |          |

## Süd/West
| Nr.         | Name                | Verein                    |          |          |          |          |          |          |
| Torhüter    | Torhüter            | Torhüter                  | Torhüter | Torhüter | Torhüter | Torhüter | Torhüter | Torhüter |
| ----------- | ------------------- | ------------------------- | -------- | -------- | -------- | -------- | -------- | -------- |
| 1           | Christian Ramota    | TBV Lemgo                 |          |          |          |          |          |          |
| 66          | Jaume Fort Mauri    | Frisch Auf Göppingen      |          |          |          |          |          |          |
| Feldspieler |                     |                           |          |          |          |          |          |          |
| 4           | Daniel Stephan      | TBV Lemgo                 |          |          |          |          |          |          |
| 5           | Pascal Hens         | SG Wallau/Massenheim      |          |          |          |          |          |          |
| 7           | Alexander Mierzwa   | TV Großwallstadt          |          |          |          |          |          |          |
| 8           | Christian Schwarzer | TBV Lemgo                 |          |          |          |          |          |          |
| 9           | Andreas Rastner     | SG Wallau/Massenheim      |          |          |          |          |          |          |
| 10          | Mark Schmetz        | SG Wallau/Massenheim      |          |          |          |          |          |          |
| 11          | Volker Zerbe        | TBV Lemgo                 |          |          |          |          |          |          |
| 13          | Markus Baur         | TBV Lemgo                 |          |          |          |          |          |          |
| 14          | Jesper Degn-Jensen  | SG Willstätt/Schutterwald |          |          |          |          |          |          |
| 15          | Florian Kehrmann    | TBV Lemgo                 |          |          |          |          |          |          |
| 19          | Stefan Krebietke    | TUSEM Essen               |          |          |          |          |          |          |
| Trainer     |                     |                           |          |          |          |          |          |          |
|             | Martin Schwalb      | SG Wallau/Massenheim      |          |          |          |          |          |          |
|             | Christian Fitzek    | Frisch Auf Göppingen      |          |          |          |          |          |          |

## Statistik
Nord/Ost - Süd/West 40:38 (20:16)
Nord/Ost:
Süd/West:
Schiedsrichter: Frank Lemme/Bernd Ullrich (Magdeburg)
Zuschauer: 3.500

## Auszeichnungen
| Spieler der Saison               | Trainer                        | Rookie | Lebenswerk/Karriereleistung Handball | Schiedsrichter                          |
| -------------------------------- | ------------------------------ | ------ | ------------------------------------ | --------------------------------------- |
| Ólafur Stefánsson (SC Magdeburg) | Alfreð Gíslason (SC Magdeburg) | -      | Magnus Wislander (THW Kiel)          | Frank Lemme & Bernd Ullrich (Magdeburg) |